# Amanda Ira Aldridge
Amanda Christina Elizabeth Aldridge, també coneguda com Amanda Ira Aldridge (Londres, 10 de març, 1866 - Idem. 9 de març, 1956), va ser una cantant i professora d'òpera britànica que va compondre cançons d'amor, suites, sambes i peces orquestrals lleugeres sota el pseudònim de Montague Ring.
Nascuda en una família artística, el llegat d'Aldridge incloïa el seu pare, que era un actor afroamericà de Shakespeare, Ira Frederick Aldridge. Va ser batejada com el "Roscius africà" quan va interpretar per primera vegada Othello al Royalty Theatre de Londres. La seva mare, Amanda Brandt, era una cantant d'òpera sueca. La germana d'Amanda, Luranah Aldridge, va ser una estrella del contralt operístic a Europa i als Estats Units. Una lesió vocal de laringitis va tallar la carrera vocal d'Amanda, però va seguir una carrera com a pianista, professora i compositora.

## Primera vida i educació
Amanda Aldridge va néixer a Upper Norwood, Londres, tercer fill de l'actor afroamericà Ira Frederick Aldridge i de la seva segona dona, Amanda Brandt, que era sueca. Va tenir dues germanes, Rachael i Luranah, i dos germans, Ira Daniel i Ira Frederick. Aldridge va estudiar veu amb Jenny Lind i George Henschel al Royal College of Music de Londres, i harmonia i contrapunt amb Frederick Bridge i Francis Edward Gladstone.

## Carrera
Després de completar els seus estudis, Aldridge va treballar com a cantant de concert, acompanyant de piano i professora de veu. Una malaltia de la gola va acabar amb les seves aparicions en concerts, i es va dedicar a l'ensenyament i va publicar una trentena de cançons entre els anys 1907 i 1925 en un estil romàntic de saló, així com música instrumental en altres estils. Entre els seus alumnes hi havia els fills de la classe mitjana negra políticament activa de Londres, incloent Amy Barbour-James, filla de John Barbour-James, Frank Alcindor, fill del Dr. John Alcindor, i la germana del compositor Samuel Coleridge-Taylor, Alice Evans. Els seus estudiants notables van incloure els intèrprets afroamericans Roland Hayes, Lawrence Benjamin Brown, Marian Anderson i Paul Robeson, i l'actor britànic de les Bermudes Earl Cameron. El 1930, quan Robeson va actuar com Othello al West End, Aldridge va ser present, i va donar a Robeson les arracades d'or que el seu pare Ira Aldridge havia portat com Othello. Aldridge també va prendre la cantant Ida Shepley sota la seva ala i la va convertir de cantant a actor teatral. El 1951, la revista setmanal afroamericana Jet va informar que encara donava classes de piano i veu als 86 anys.
Amanda va cuidar de la seva germana, la cantant d'òpera Luranah Aldridge (1860 – 1932), quan es va emmalaltir, rebutjant una invitació el 1921 de W. E. B. Du Bois per assistir al segon Congrés Panafricà, amb una nota que explicava: "Com ja sabeu, la meva germana està molt indefensa... No puc marxar més d'uns minuts".
Als 88 anys, Aldridge va fer la seva primera aparició a la televisió al programa britànic Music For You, on Muriel Smith va cantar "Little Southern Love Song" de Montague Ring. Després d'una breu malaltia, va morir a Londres el 9 de març de 1956, un dia abans del seu 90è aniversari.

## Llegat i influència
A l'edició de tardor de 2020 de "The Historian", Stephen Bourne va avaluar la vida i la carrera del compositor en un llargmetratge il·lustrat "At home with Amanda Ira Aldridge". Bourne havia escrit prèviament l'article d'Aldridge per a l'"Oxford Dictionary of National Biography". El 2022, Google va honrar la memòria d'Aldridge amb un Doodle.

## Estil
Aldridge va acabar la seva carrera de cantant per compondre i ensenyar música després que la laringitis li va danyar la gola. La seva carrera compositiva va abastar aproximadament des de 1906 fins a 1934. Va compondre principalment música romàntica de saló, un tipus de música popular interpretada principalment als salons de les cases de classe mitjana, sovint per cantants i pianistes aficionats. La seva música es va publicar sota el pseudònim de Montague Ring. Amb aquest nom, va guanyar el reconeixement per les seves nombroses composicions per a veu i piano, incloses cançons d'amor, suites, sambas i peces orquestrals lleugeres, en un estil popular que estava impregnat de múltiples gèneres.

## Obres
Les obres seleccionades inclouen:
- An Assyrian Love Song, paraules de F. G. Bowles. Londres: Elkin & Co., 1921.
- Azalea, paraules i música de M. Ring. Londres: Ascherberg, Hopwood & Crew, 1907.
- Little Missie Cakewalk, paraules de Talbot Owen; acompanyament de banjo de Clifford Essex. Londres: Lublin & Co., 1908.
- Blue Days of June, paraules de F. E. Weatherly. Londres: Chappell & Co., 1915.
- The Bride, paraules de P. J. O'Reilly. Londres: Chappell & Co., 1910.
- The Fickle Songster, paraules de H. Simpson. Londres: Cary & Co., 1908.
- Little Brown Messenger, paraules de F. G. Bowles. Londres: G. Ricordi & Co., 1912.
- Little Rose in My Hair, paraules d'E. Price-Evans. Londres: Chappell & Co., 1917.
- Two Little Southern Songs. 1. Kentucky Love song 2. June in Kentucky, paraules de F. G. Bowles. Londres: Chappell & Co., 1912.
- Love's Golden Day, paraules d'E. Price-Evans. Londres: Chappell & Co., 1917.
- Miss Magnolia Brown, paraules i música de M. Ring. Londres: Francis, Day & Hunter, 1907.
- My Dreamy, Creamy, Colored Girl, paraules i música de M. Ring. Londres: Ascherberg, Hopwood & Crew, 1907.
- My Little Corncrake Coon, paraules de Talbot Owen. Londres: Lublin & Co., 1908.
- On Parade, Londres: Boosey & Co., 1914.
- Simple Wisdom, paraules de H. Simpson. Londres: Lublin & Co., 1908.
- A Song of Spring, paraules de P. J. O'Reilly. Londres i Nova York: History Boosey & Co., 1909.
- Summah is de Lovin' Time. A Summer Night, paraules de Paul Laurence Dunbar. Londres: Chappell & Co., 1925.
- A Summer Love Song, paraules d'I. R. A. London i Nova York: Boosey & Co., 1907.
- Three African dances. London: Chappell. 1913. OCLC 16395461.
- Supplication, paraules de P. J. O'Reilly. Londres: Leonard & Co., 1914.
- Through the Day. Three Songs. 1. Morning 2. Noon 3. Evening, paraules de P. J. O'Reilly. Londres i Nova York: Boosey & Co., 1910.
- Tis Morning, paraules de P. L. Dunbar. Londres: Elkin & Co., 1925.
- When the Coloured Lady Saunters Down the Street,, paraules i música de M. Ring. Londres: Ascherberg, Hopwood & Crew, 1907.
- Where the Paw-Paw Grows, paraules de Henry Francis Downing. Londres: Ascherberg, Hopwood & Crew, 1907.[9]